# Ligne Maizuru
La ligne Maizuru (舞鶴線, Maizuru-sen) est une ligne ferroviaire japonaise exploitée par la West Japan Railway Company (JR West). Cette ligne relie Ayabe à Maizuru dans la préfecture de Kyoto. Elle sert de jonction entre les lignes Obama et San'in.

## Histoire
La ligne a ouvert à l'automne 1904 pour transporter des troupes et du matériel vers la base navale et le port de Maizuru-Higashi pendant la guerre russo-japonaise.

## Caractéristiques

### Ligne
- Longueur : 26,4 km
- Ecartement : 1 067 mm
- Electrification : 1 500 V courant continu

### Services
Les trains de type local s'arrêtent à toutes les gares et les trains de type Rapid Service desservent toutes les gares sauf à celle de Magura.
Le limited express Maizuru relie les gares Higashi-Maizuru, Nishi-Maizuru et Ayabe à la gare de Kyoto via la ligne principale San'in.

### Liste des gares
Longue de 26,4 km, elle comprend 6 gares avec une distance moyenne de 5,28 km entre chaque gare.
La ligne Maizuru est représentée par le symbole L. Toutes les gares sont localisées dans la préfecture de Kyoto.
| Gare            | Nom japonais | Distance entre chaque gare | Distance depuis Ayabe | Correspondance   | Localisation |
| --------------- | ------------ | -------------------------- | --------------------- | ---------------- | ------------ |
| Ayabe           | 綾部         | -                          | 0                     | JR West : San'in | Ayabe        |
| Fuchigaki       | 淵垣         | 5,3                        | 5,3                   |                  | Ayabe        |
| Umezako         | 梅迫         | 2,9                        | 8,2                   |                  | Ayabe        |
| Magura          | 真倉         | 7,3                        | 15,5                  |                  | Maizuru      |
| Nishi-Maizuru   | 西舞鶴       | 4,0                        | 19,5                  | KTR : Miyazu     | Maizuru      |
| Higashi-Maizuru | 東舞鶴       | 6,9                        | 26,4                  | JR West : Obama  | Maizuru      |

## Matériel roulant

### Actuel

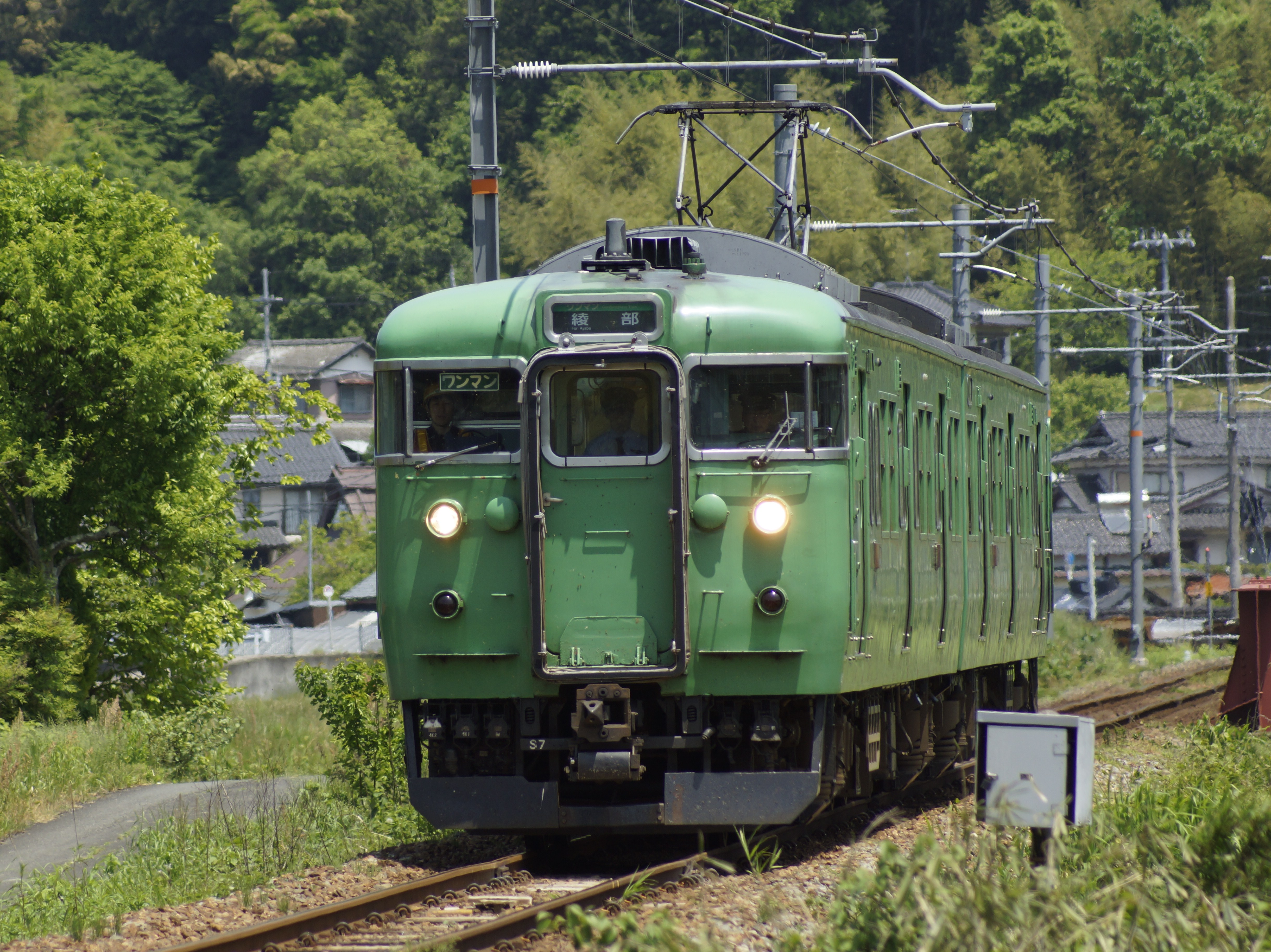
JR West série 113
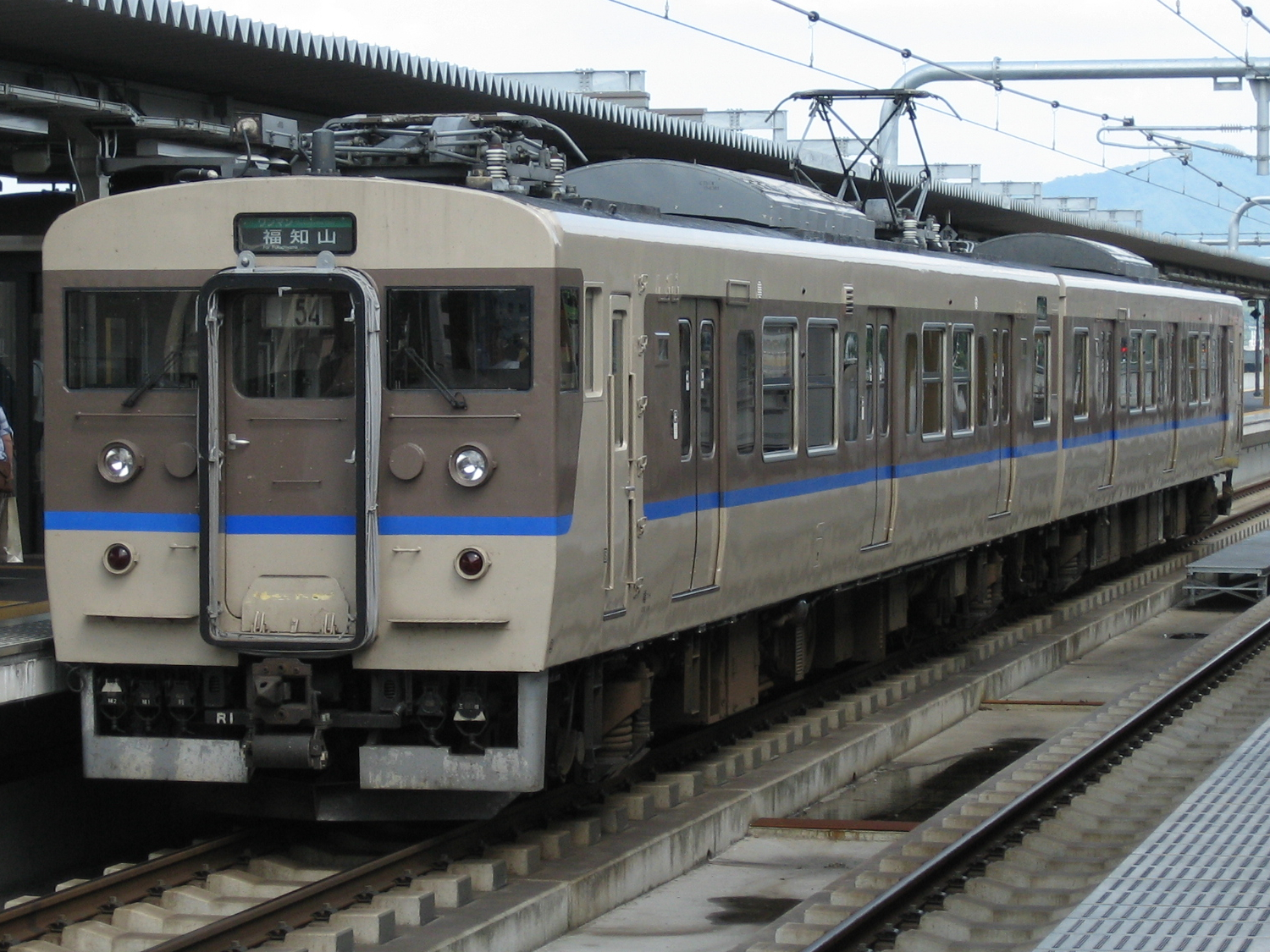
JR West série 115 (repeint en vert)
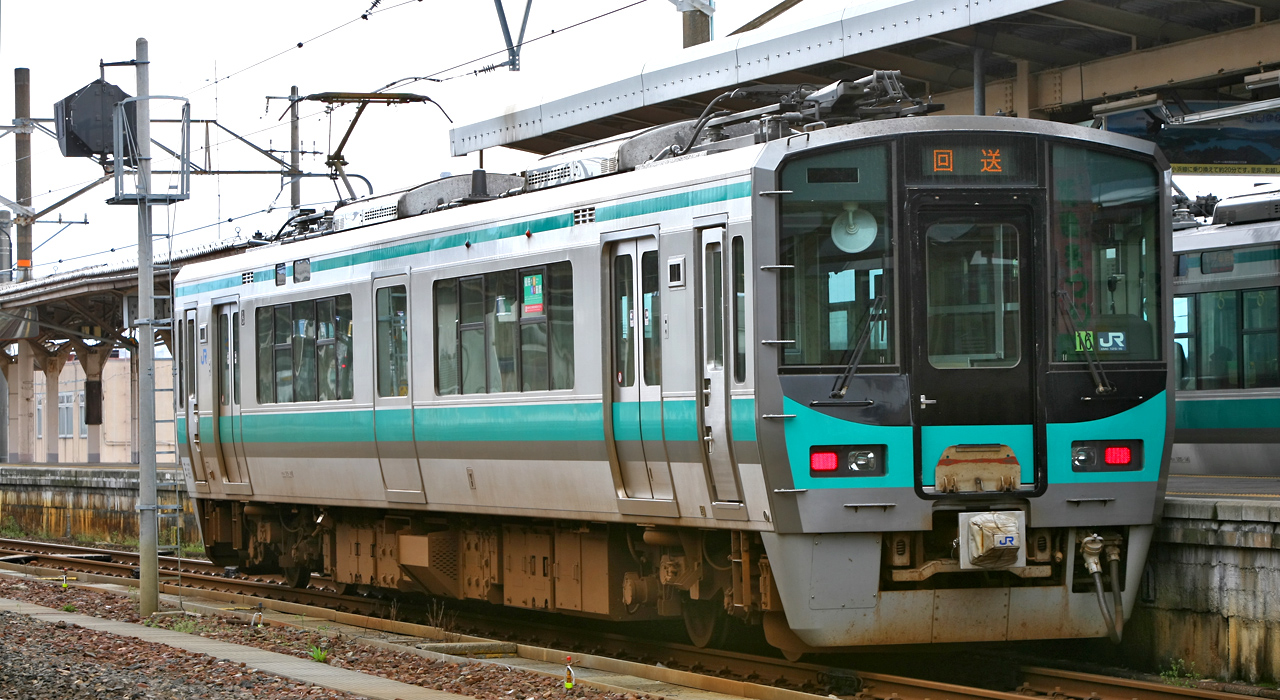
JR West série 125
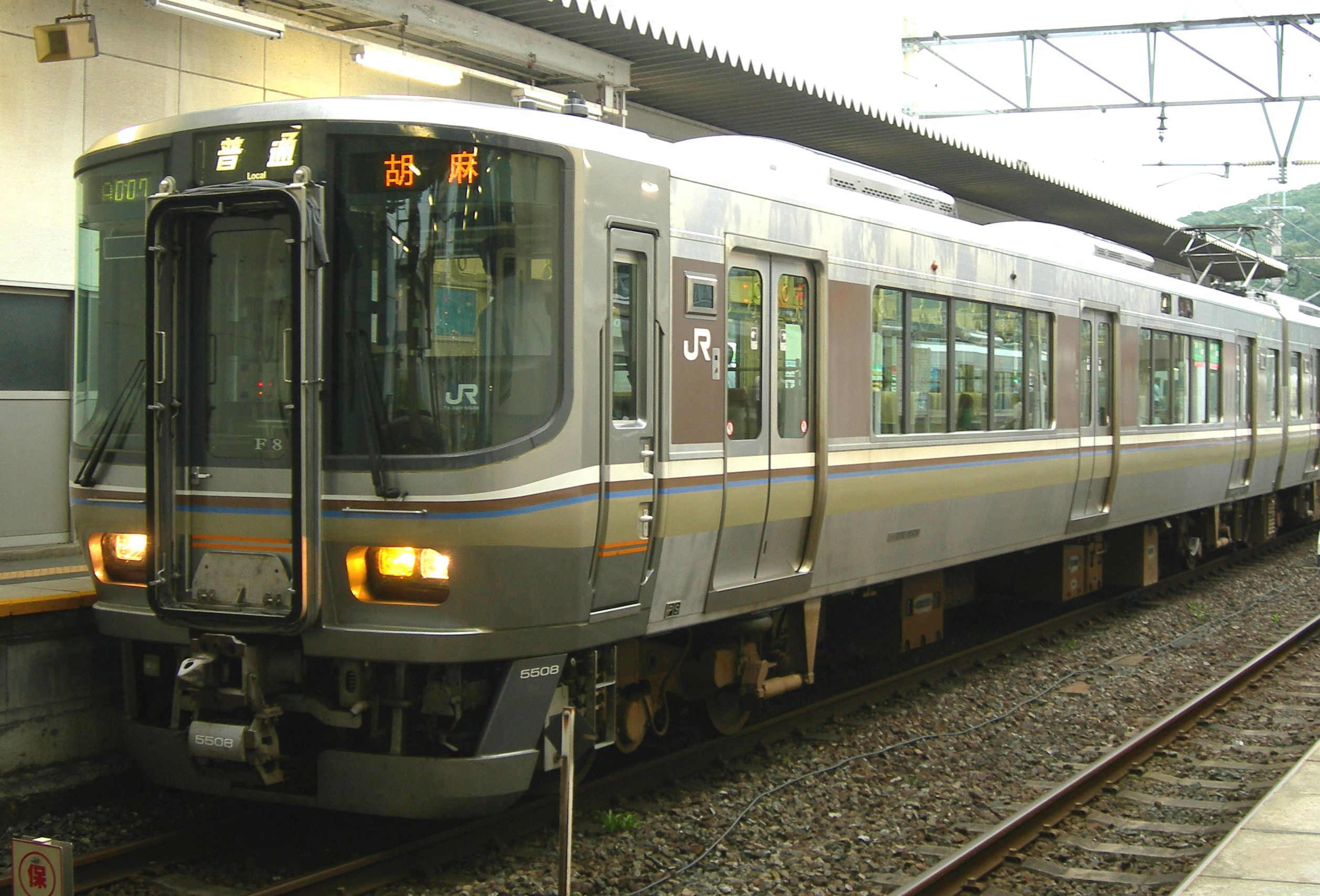
JR West série 223
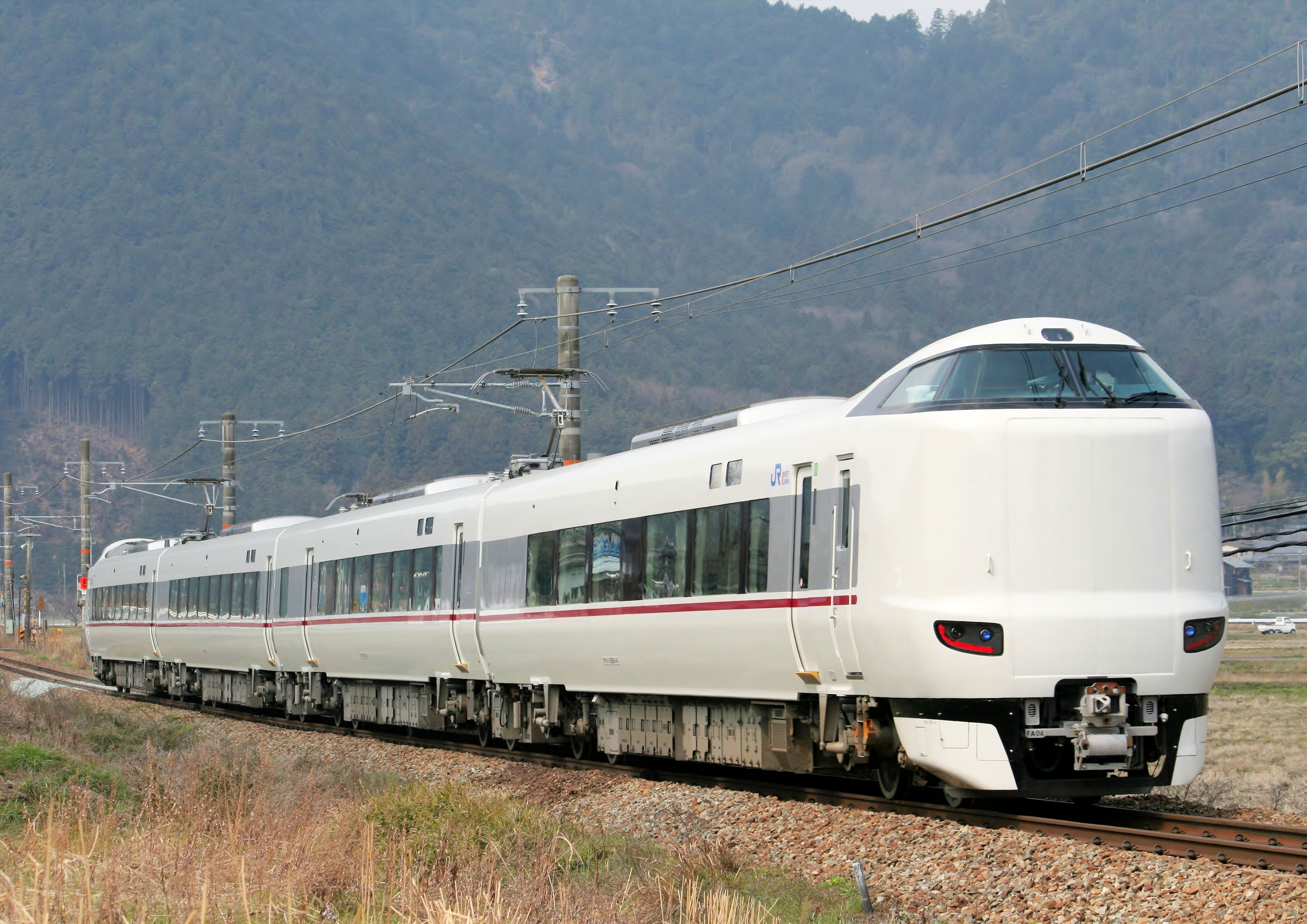
JR West série 287
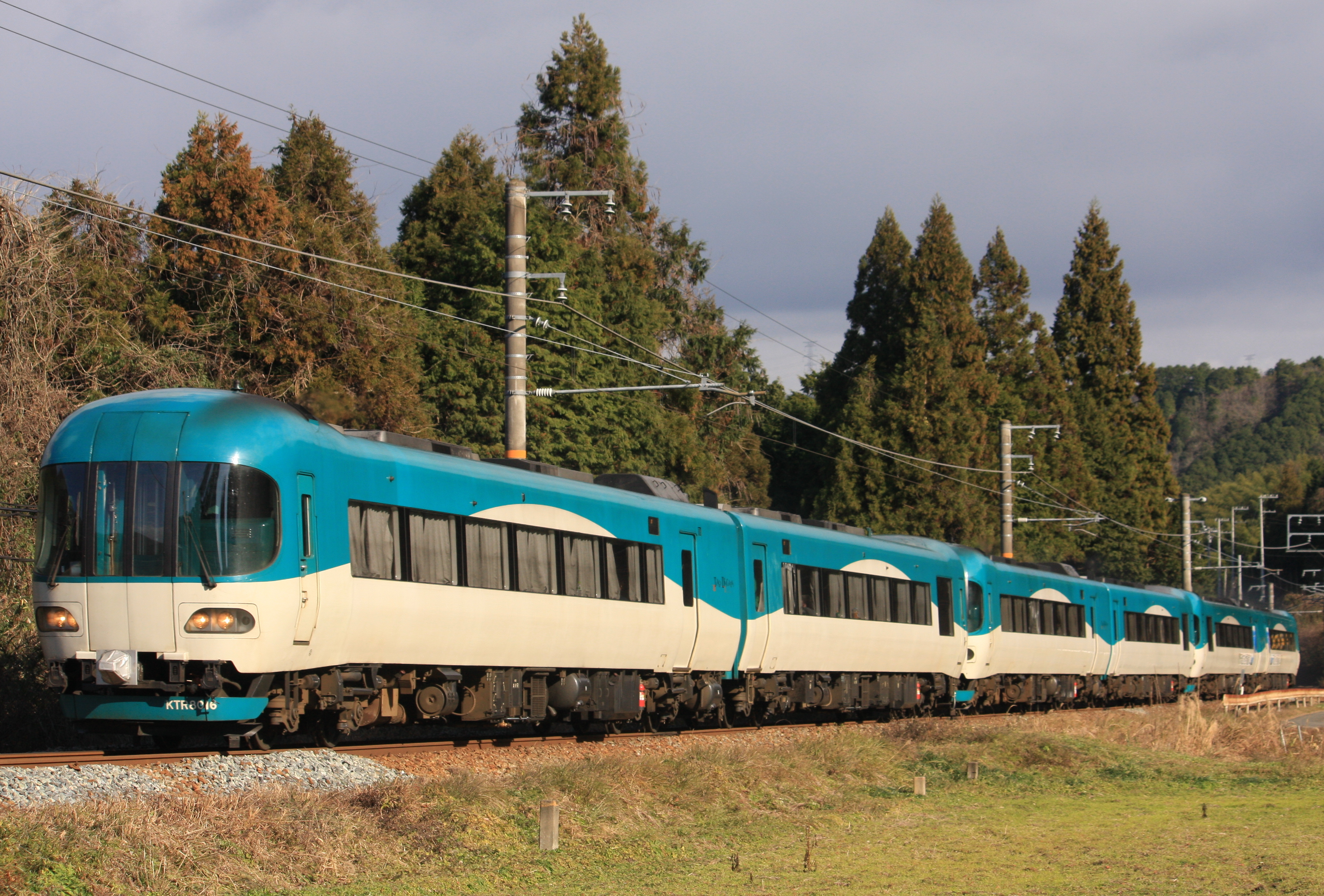
KTR série 8000

### Ancien
(liste non exhaustive)

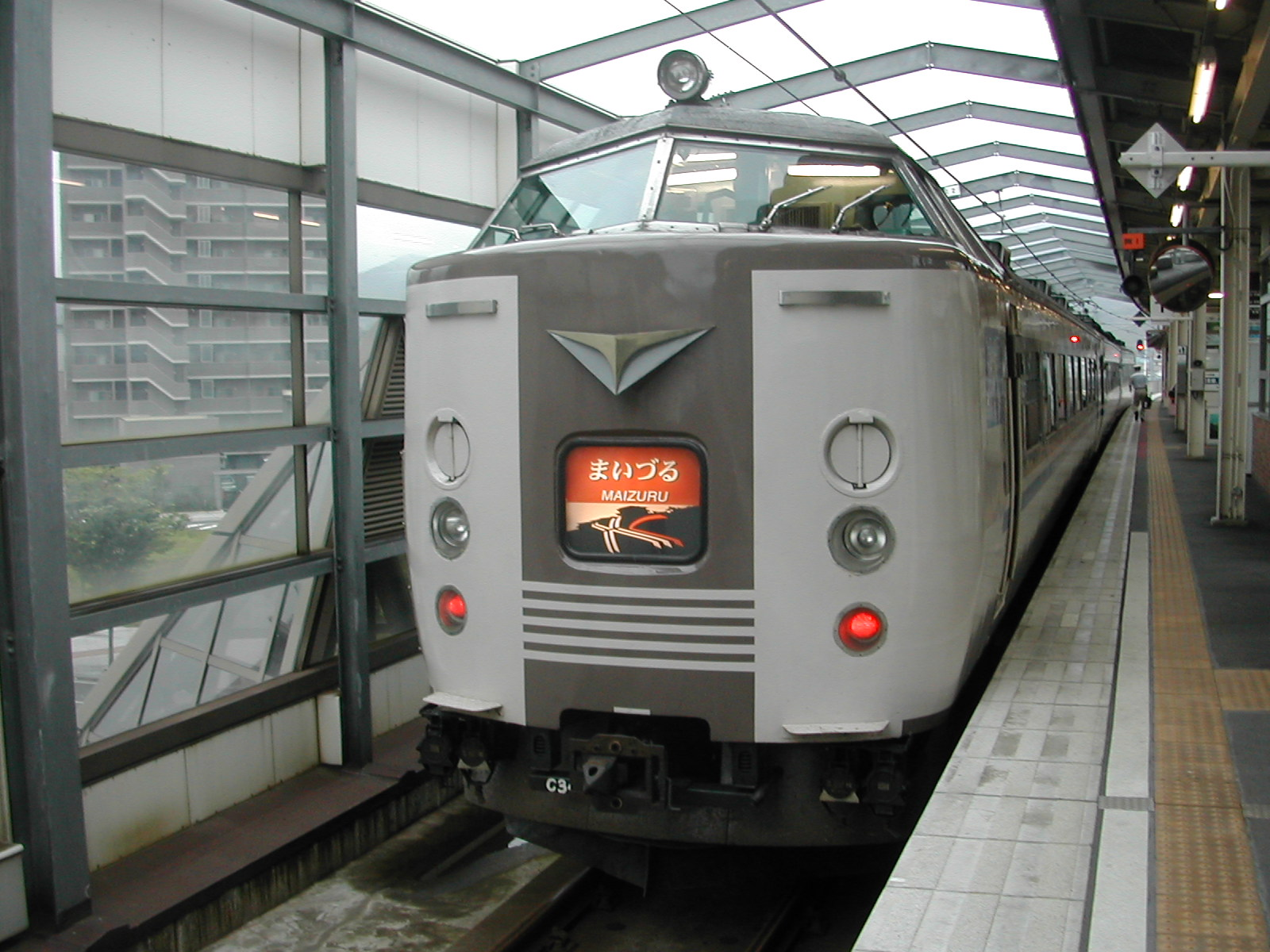
JR West série 183
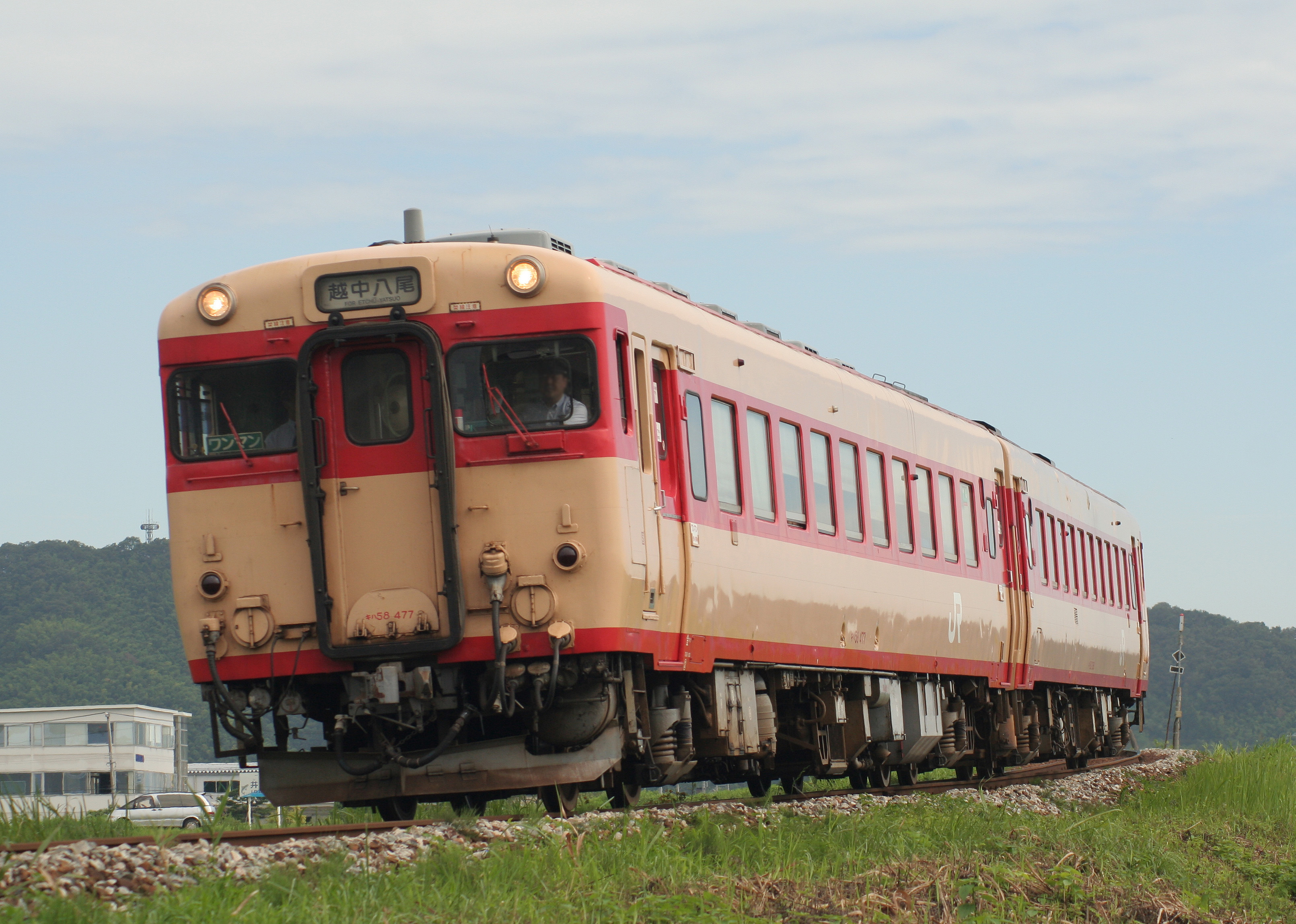
JR West série KiHa 58